# Сила Доктора
«Сила Доктора» (англ. The Power of the Doctor) — 87-минутный специальный эпизод британского телесериала «Доктор Кто», посвящённый 100-летию Би-би-си. Премьера состоялась 23 октября 2022 года на канале BBC One. Это последний из трёх специальных выпусков в 2022 году, которые вышли после 13-го сезона. Сценарий серии написал шоураннер сериала Крис Чибнелл. Режиссёр серии — Джейми Магнус Стоун.
Это последняя серия для актрисы Джоди Уиттакер в главной роли Тринадцатого Доктора, а также для Мандип Гилл и Джона Бишопа в роли спутников Ясмин Хан и Дэна Льюиса. Софи Алдред и Джанет Филдинг вернулись к ролям бывших спутниц Эйс и Тиган Джованки. В серии вновь появились Джемма Редгрейв в роли Кейт Стюарт, которая ранее была в последний раз в 13-м сезоне, Саша Дхаван в роли Мастера и Брэдли Уолш в роли Грэма О’Брайена, которые в последний раз были в 12-м сезоне. В конце эпизода появляется Дэвид Теннант, ранее игравший десятую инкарнацию, в роли Четырнадцатого Доктора.

## Сюжет
Доктор и её спутники Яс и Дэн прилетают на помощь космическому поезду, атакованному кибермастерами. Дэн чуть не умирает, из-за чего решает покинуть ТАРДИС. С Доктором связывается далек-перебежчик и рассказывает о их планах уничтожить человечество.
Бывшие спутницы Доктора Эйс и Тиган Джованка исследуют похищения сейсмологов и появление лица Григория Распутина на пятнадцати картинах. Кейт Стюарт приглашает Доктора в штаб-квартиру ЮНИТ, где она встречает Эйс и Тиган. Доктор заявляет, что лицо на картинах принадлежит Мастеру. ЮНИТ арестовывает Мастера, ранее пославшего Тиган уменьшенного киберчеловека, который оказывается матрёшкой для армии кибермастеров и Ашада. Они попадают в штаб-квартиру ЮНИТ, освобождают Мастера и задерживают Кейт.
Доктор встречается с далеком-перебежчиком, но узнаёт, что остальные далеки позволили им встретиться. Далеки похищают Доктора и отдают её Мастеру в Россию 1916 года. Доктор выясняет, что Мастер, кибермастера и далеки объединились, чтобы одновременно вызвать извержения всех вулканов на Земле и уничтожить человечество. Мастер использует технологии повелителей времени и энергетическое существо Кворанкс, похищенное с поезда, чтобы заставить Доктора регенерировать в самого Мастера. Внутри своего разума Доктор видит воплощения первой, пятой, шестой, седьмой и восьмой инкарнаций, которые сообщают ей, что ещё возможно регенерировать обратно.
Программа искусственного интеллекта, который создан Доктором и использует лица Пятого, Седьмого, Тринадцатого Докторов и Доктора-беглеца, помогает Эйс при помощи бывшего спутника Доктора Грэма О’Брайена уничтожить устройство далеков в вулкане, Тиган — спасти Кейт и уничтожить штаб-квартиру ЮНИТ вместе с кибермастерами, Яс и бывшему союзнику Виндеру — поймать Мастера и заставить его отменить трансформацию Доктора. Побеждённый Мастер смертельно ранит Доктора лучом Кворанкса, и она начинает регенерировать.
Доктор оставляет Яс дома. Яс вместе с Грэмом и Дэном идёт на группу поддержки бывших спутников Доктора, где они встречают Кейт, Эйс, Тиган, Иэна Честертона, Джо Грант и Мелани Буш. Доктор на береговой скале регенерирует в Четырнадцатого Доктора, который выглядит как его десятая инкарнация.

## Производство

### Разработка
Серия написана шоураннером сериала Крисом Чибнеллом, для которого эта серия стала последней в этой должности. Режиссёр серии — Джейми Магнус Стоун. В то время как первые два спецвыпуска 2022 года были сняты как часть производственного цикла 13-го сезона, третий полнометражный выпуск был заказан для празднования 100-летия Би-би-си и регенерации Доктора Джоди Уиттакер.

### Кастинг

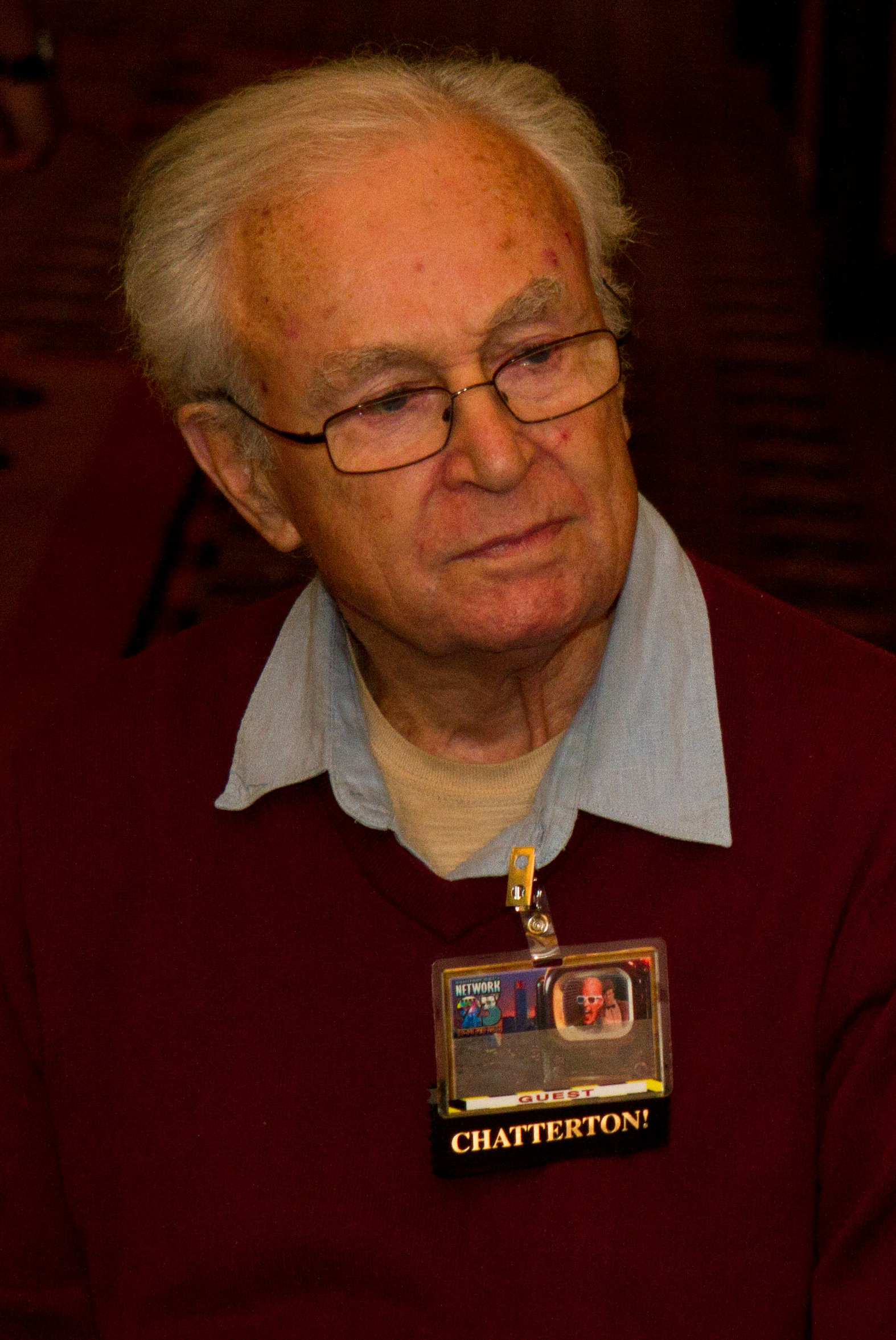
Уильям Расселл появился в роли Иэна Честертона впервые в сериале с момента ухода в 1965 году и попал в Книгу рекордов Гиннесса из-за такого долгого периода между появлениями.

Джоди Уиттакер исполнила главную роль Тринадцатого Доктора в своей последней серии вместе с Мандип Гилл и Джоном Бишопом в роли спутников Ясмин Хан и Дэна Льюиса. О том, что Уитакер и Чибнелл покидают сериал, было объявлено 29 июля 2021 года.
17 апреля 2022 года был выпущен трейлер к спецвыпуску, в котором было подтверждено возвращения Джемма Редгрейв в роли Кейт Стюарт и Джейкоба Андерсона в роли Виндера из 13-го сезона. Из 12-го сезона в сериал вернулись Саша Дхаван в роли Мастера, Брэдли Уолш в роли Грэма О’Брайена и Патрик О’Кейн в роли Ашада. В трейлере также было объявлено о возвращении Софи Алдред и Джанет Филдинг в ролях бывших спутниц Эйс и Тиган Джованки. Также в серии появляются далеки и киберлюди.
Также эпизодически в серии появляются Первый, Пятый, Шестой, Седьмой и Восьмой Доктора и Доктор-беглец. Роль Первого Доктора исполнил Дэвид Брэдли, который ранее сыграл первоначального исполнителя роли Уильяма Хартнелла в документальной драме 2013 года «Приключение в пространстве и времени» и сыграл собственно Первого Доктора в серии 2017 года «Дважды во времени». Роли остальных Докторов исполнили оригинальные актёры Питер Дэвисон, Колин Бейкер, Сильвестр Маккой, Пол Макганн и Джо Мартин. Дэвид Теннант, ранее сыгравший Десятого Доктора, появляется в конце серии как новый Четырнадцатый Доктор.
Также в одной сцене появляются Иэн Честертон, Джо Грант и Мелани Буш, которых сыграли оригинальные актёры Уильям Расселл, Кэти Мэннинг и Бонни Лэнгфорд. Расселл, в последний раз появлявшийся в сериале в 1965 году в серии «Погоня», побил мировой рекорд Гиннесса в категории «Самый большой промежуток времени между появлениями на телевидении» (57 лет и 120 дней).

### Съёмки
Режиссёр серии — Джейми Магнус Стоун. Съёмки шли в сентябре 2021 года и завершились 13 октября 2021 года.
В серии использована песня «Rasputin» 1978 года западногерманской группы Boney M. Мастер в образе Григория Распутина включает эту песню перед трансформацией Доктора в него. Исполнитель роли Саша Дхаван отметил, что у него был «один-два дубля» и у них было «не так много времени для съёмок».

## Показ и критика
| Агрегированные оценки            | Агрегированные оценки |
| Источник                         | Рейтинг               |
| -------------------------------- | --------------------- |
| Rotten Tomatoes (Tomatometer)    | 100 %                 |
| Rotten Tomatoes (средняя оценка) | 7,3/10                |
| Оценки критиков                  |                       |
| Источник                         | Рейтинг               |
| Evening Standard                 | [ 19 ]                |
| i                                | [ 20 ]                |
| Metro                            | [ 21 ]                |
| Radio Times                      | [ 22 ]                |
| The Guardian                     | [ 23 ]                |
| The Independent                  | [ 24 ]                |
| The Telegraph                    | [ 25 ]                |

### Показ
Премьера серии состоялась на канале BBC One 23 октября 2022 года как часть недельного празднования 100-летия Би-би-си. Это третий и последний спецвыпуск 2022 года. Специальный эпизод длится 87 минут.

### Рейтинги
За вечер серию посмотрело 3,71 миллионов зрителей, что сделало её четвёртой по просмотрам программой дня. На пике на сцене регенерации в конце серии количество зрителей достигло 4,04 миллионов. Индекс оценки составил 82 из 100, что является максимальным показателем с момента финала 12-го сезона «Вечные дети» в 2020 году. Окончательный рейтинг спустя неделю составил 5,3 миллионов зрителей. Серия стала второй по просмотрам программой воскресенья и пятой программой недели. Это самое большое количество зрителей с первой серии 13-го сезона «Хэллоуинский апокалипсис» и самая высокая позиция в рейтинге с начала 11-го сезона.
На американском канале BBC America серию посмотрело 317 тысяч зрителей, на австралийском ABC — 103 тысячи.

### Критика
На сайте-агрегаторе рецензий Rotten Tomatoes 100 % из 12 критиков дали серии положительный отзыв. Средний рейтинг составил 7,3 из 10.
Газеты «Radio Times» и «The Telegraph» дали серии четыре звезды из пяти. Последняя назвала серию «зажигательным аттракционом неожиданных сюрпризов». Таблоид «Houston Press» был более сдержанным, назвав серию «взрывным, но запутанным концом» и заявив, что «„Доктор Кто“, кажется, не имеет настоящего, не говоря уже о будущем».

## Релиз на DVD и Blu-ray
Спецвыпуск выпущен отдельно регионе 2/B 7 ноября 2022 года, а также вместе с другими спецвыпусками 2022 года в тот же день. 17 декабря 2022 года выпуск вышел отдельно в регионе 1/A.

## Саундтрек
Избранные саундтреки были выпущены в цифровом формате 16 декабря 2022 года. 13 января 2023 года выпущен альбом, содержащий саундтреки из всех трёх спецвыпусков 2022 года.